# Richard Berger (Ingenieur)
Richard Berger (* 8. Juli 1885 in Brünn, Österreich-Ungarn; † 10. November 1938 bei Kranebitten) war ein österreichischer Ingenieur und Opfer des Novemberpogroms 1938.

## Leben
Richard Berger stammte aus Böhmen und ließ sich in Innsbruck nieder, wo er als ausgebildeter Brückenbauingenieur eine Stelle als Baurat, zuletzt als Oberbaurat bei der Bauabteilung der Bundesbahndirektion Innsbruck der Österreichischen Bundesbahn wahrnahm. Er, der dem jüdischen Glauben angehörte, heiratete 1915 Margarethe Weiss. Aus dieser Ehe gingen die beiden Söhne Walter und Fritz (Frederic) hervor.
Berger übernahm die Funktion des Präsidenten in der Zionistischen Ortsgruppe von Innsbruck und wurde nach dem Anschluss Österreichs am 23. Juni 1938 zum Vorstand der Israelitischen Kultusgemeinde für Tirol und Vorarlberg gewählt.
In der Pogromnacht drangen am 9. November 1938 Angehörige der 87. SS-Standarte Innsbruck in seine Innsbrucker Wohnung in der Anichstraße 13 ein, schleppten ihn in ein Auto, mit dem sie ihn nach Kranebitten brachten. Am Ufer des Inns wurde ihm der Schädel eingeschlagen und sein lebloser Körper anschließend in den Inn geworfen. Die Leiche Bergers wurde nach München gebracht und im dortigen Krematorium am 15. November 1938 eingeäschert.
Nach Ende des Zweiten Weltkrieges sollten die drei Täter, SS-Studentensturmführer Gerhard Lausegger und die SS-Untersturmführer Robert Duy und Walter Hopfgartner, zur Rechenschaft gezogen werden. Zwei (Lausenegger und Duy) entzogen sich jedoch einem Urteil durch Flucht außer Landes. Später kam Lausenegger 1966 in Argentinien bei einem Unfall ums Leben. Hopfgartner wurde zu einer zehnjährigen Haftstrafe verurteilt, nach knapp fünf Jahren im Jahr 1954 im Zuge der Weihnachtsamnestie bedingt entlassen und machte danach Karriere in der SPÖ.
1997 wurde am Landhausplatz in Innsbruck das Pogromdenkmal errichtet, welches Richard Berger und den drei weiteren Innsbrucker Opfern der Novemberpogrome 1938 gewidmet ist.
Da ein Denkmal der Burschenschaft Suevia Innsbruck Lausegger als eines ihrer Mitglieder am Innsbrucker Westfriedhof ehrt, errichtete die Stadt Innsbruck im November 2015 eine Gedenk-Stele für Berger unweit des Suevia-Denkmals.

## Ehrungen
- 1937: Von Fürst Franz I. von Liechtenstein wurde ihm das Ritterkreuz verliehen.
- 1983: Im Innsbrucker Stadtteil Gewerbegebiet Mühlau/Arzl wurde eine Straße nach ihm benannt.